# اندرخه
اندرخه (به لهستانی:  Andrychy) یک روستا در لهستان است که در گمینا گرابووو واقع شده‌است. اندرخه ۹۱ نفر جمعیت دارد.